# Daurentios
Daurentios, auch Dauritas, war der erste namentlich bekannte Anführer der Sklavinen um 578 nördlich der unteren Donau.
Daurentios wurde als Δαυρέντιος vom byzantinischen Geschichtsschreiber Menander Protektor erwähnt (21.36–39), weil er in Konflikt mit den Awaren und dem Oströmischen Reich geriet. 
Der Awarenkhagan Baian forderte von ihm Tribut aus der Beute, die die Sklavinen nach Plünderungszügen im Oströmischen Reich angesammelt hatten. Daurentios und sein Rat – Menander nennt sie „hegemónes“ ‚Anführer‘, vielleicht ein Ältestenrat – verweigerte dies und ließ die awarischen Gesandten töten. Um 578 zog Baian mit einem großen Aufgebot gegen die Sklavinen über die Donau – angeblich mit 60.000 Mann und oströmischer Hilfe – und zerstörte viele ihrer Dörfer. Doch wurden die Awaren des Daurentios nicht habhaft. Baian rühmte sich später, viele Tausend „Römer“ aus der slawischen Gefangenschaft befreit zu haben.
Die slawische Gruppe, die Daurentios anführte, lebte offenbar nahe am linken Donauufer, wohl in der östlichen Walachei oder im südlichen Moldawien, denn Kaiser Tiberios I. hatte seinem quaestor exercitus Johannes befohlen, der zugleich magister militum per Illyricum war, mit einer Flotte die 60.000 berittenen Awaren die Donau abwärts von Pannonia nach Scythia minor zu bringen.